# 춘천속초선
춘천속초선(春川束草線)은 강원특별자치도 춘천시와 속초시를 이을 철도 노선이다.

## 역사
이 노선은 본래 1920년대 연선 주민들이 경춘선 부설을 요구하면서 처음 주장되었으며, 본래 교통부에서 관광 수요 증가와 지역 개발을 염두에 두고 1987년 초부터 추진한 노선이었다. 같은 해 12월의 제13대 대통령 선거를 앞두고 노태우 민주정의당 후보는 서울과 설악산을 잇는 고속철도 노선을 1990년에 착공하여 1996년까지 완공하겠다고 공약하였고, 노태우 정부 성립 이후 교통부는 사철로 운영하는 것을 검토하며 타당성 조사를 실시하였다. 타당성 조사에서 북부 노선(청량리-가평-춘천-원통-속초-강릉, 240.2 km), 중부 노선(청량리-가평-홍천-원통-속초-강릉, 251.6 km), 남부 노선(수서-이천-원주-강릉-속초, 271.8 km) 등 세 가지의 노선안이 검토되었고, 1991년 말에 정부는 북부 노선이 타당하다고 결론을 내렸다.
당초 경부고속철도와 동시에 추진될 예정이었던 이 사업은 재원 조달의 어려움을 이유로 1991년에 착수가 연기되었고, 노태우 정부의 임기 말까지도 사업에 진척이 없자 강원도에서는 반발하는 여론이 일었다. 교통부는 민자유치촉진법 제정에 앞서 1994년 5월에 이 사업을 민자로 추진할 것을 검토하기 시작하였고, 재정경제원은 1995년 3월 6일에 이를 민자 유치 대상 사업으로 고시하였다. 고시 이전에 범양건영과 우성건설 등 22개 건설업체가 컨소시엄을 구성하여 1997년에 착공하고 2003년에 완공하는 건설 계획을 1994년 9월 30일 정부에 제출하였으며, 이들은 1995년 상반기에 한국고속철도개발(주)을 설립하였다. 이 과정에서 프랑스의 GEC-알스톰, 독일의 지멘스, 일본의 미쓰비시가 차종 선정을 두고 경쟁하기도 하였다. 그러나 고시 이후 3년 동안 기본계획이 고시되지 않아 1998년 6월 25일에 민자 사업에서 제외되었다.
2001년부터 2012년까지 세 차례 예비타당성 조사가 시행되었으나, 모두 경제성이 없다는 결과가 나왔다. 2012년 8월 박근혜 새누리당 후보는 강원도 제1 공약으로 춘천~속초 간 전철 조기 착공을 제시하였고, 2016년 6월 네 번째 예비타당성 조사 결과 경제성은 미달하나 지역 균형 발전의 측면에서 사업을 추진할 만하다는 수치가 나와 사업 추진이 확정되었다. 2019년 4월에 전략환경영향평가를 통과한 뒤 2020년 3월 기본계획이 고시되었다.

## 연혁
- 2020년 3월 3일: 기본계획 고시[22]
- 2022년 10월 18일 : 착공[23]

## 역 목록
기본계획안에 의한 내용이며, 춘천역을 제외한 역명은 모두 가칭이다. 춘천역을 제외한 모든 역은 북위 38도 이북 수복지구에 위치할 예정이다.
| 역명 | 로마자 역명 | 한자 역명 | 역간 거리 | 영업 거리 | 접속 노선     | 소재지         | 소재지 | 비고 |
| ---- | ----------- | --------- | --------- | --------- | ------------- | -------------- | ------ | ---- |
| 춘천 | Chuncheon   | 春川      | 0.0       | 0.0       | 경춘선        | 강원특별자치도 | 춘천시 |      |
| 화천 | Hwacheon    | 華川      |           |           |               | 강원특별자치도 | 화천군 |      |
| 양구 | Yanggu      | 楊口      |           |           |               | 강원특별자치도 | 양구군 |      |
| 인제 | Inje        | 麟蹄      |           |           |               | 강원특별자치도 | 인제군 |      |
| 백담 | Baekdam     | 百潭      |           |           |               | 강원특별자치도 | 인제군 |      |
| 속초 | Sokcho      | 束草      |           | 93.7      | 동해선 (장래) | 강원특별자치도 | 속초시 |      |

## 논란

### 설악산 관통 논란
2018년 7월, 환경부는 설악산 국립공원과 백두대간 야생동물 보호구역 사이를 지면으로부터 111-266 m 깊이의 터널로 지나는 노선안을 환경 훼손을 이유로 반려하였다. 국토교통부는 전략환경영향평가서에 고성군으로 우회하는 노선 대안을 명시하였으나, 국방부에서 군사 시설 저촉을 이유로 반대하였다. 이에 국토교통부는 국가지원지방도 제56호선 미시령터널 하부로 백두대간을 관통하는 대안 1과, 군사 시설을 지나지 않으면서 고성군 토성면 도원리 도원저수지와 국회연수원의 북쪽으로 크게 우회하여 천진리의 신호장을 지나 속초시내로 진입하는 대안 2를 새롭게 제시하였으나, 2019년 1월 환경부는 국립공원도 우회하면서 동해선 계획과도 연계되도록 대안을 보완하라고 밝히면서 이를 다시 반려하였다. 그러나 국토교통부와 강원도는 우회 노선안이 사업비가 급증하고 국방부의 협의를 이끌어내기 어렵다고 판단하여, 이미 제시한 대안 1을 최적안으로 결정하였다. 결국 2019년 4월, 환경부는 설악산을 우회하는 노선이 환경 보전에 유리하나, 군사 시설을 관통하는 문제로 추진할 수 없으므로 미시령터널 하부를 통과하는 대안 1을 최적안으로 확정하였다.

### 백담역 관련 논란
2016년의 예비타당성 조사 당시에는 인제군 북면 용대리에 신호장을 신설하는 것을 계획으로 하였으나, 2017년의 기본계획안에서 신호장이 여객열차가 정차하는 정거장으로 바뀌었다. 그런데 이 계획대로 노선이 건설되면 선로가 마을을 관통하게 되므로, 용대리 주민들은 종전의 신호장 위치로 검토되었던 국도 제46호선변으로 역과 선로를 옮기거나, 지하화할 것을 주장하였다. 인제군에서는 대안으로 설악백담휴게소(용대리 1733) 인근이나 두레공원(용대리 962, 지하화) 인근을 고려하였으며, 강원도에서는 2017년 11월에 백담역의 위치를 마을 외곽으로 옮기는 것으로 잠정 확정하였다.